# Bazilika sv. Petra, Vatikan
Papeška bazilika svetega Petra v Vatikanu (italijansko: basilica Papale di San Pietro in Vaticano) ali preprosto bazilika svetega Petra (latinsko: Basilica Sancti Petri) je cerkev, zgrajena v renesančnem slogu, ki stoji v Vatikanu, papeški enklavi v mestu Rim.
Zasnovali so jo v glavnem Donato Bramante, Michelangelo, Carlo Maderno in Gian Lorenzo Bernini, kot najbolj znano delo renesančne arhitekture in največje cerkve na svetu. Čeprav ni matična cerkev katoliške cerkve niti stolnica Rimske škofije (te naslove ima nadbazilika sv. Janeza v Lateranu), bazilika svetega Petra velja za eno najsvetejših katoliških svetišč. Opisujejo jo kot »edinstven položaj v krščanskem svetu«  in kot »največja od vseh krščanskih cerkva«.
Katoliška tradicija pravi, da je bazilika zgrajena na kraju groba svetega Petra, glavnega med Jezusovimi apostoli in tudi prvega rimskega škofa (papeža). Grob svetega Petra naj bi bil neposredno pod visokim oltarjem bazilike. Zaradi tega so bili številni papeži že od zgodnje krščanske dobe pokopani v baziliki. Na tem mestu stoji cerkev že od časa rimskega cesarja Konstantina Velikega. Stara bazilika sv. Petra izvira iz 4. stoletja našega štetja. Gradnja sedanje bazilike se je začela 18. aprila 1506, dokončana pa je bila 18. novembra 1626.
Bazilika je znana kot romarsko mesto in za bogoslužne funkcije. Papež skozi vse leto izvaja številna bogoslužja v baziliki ali na sosednjem Trgu sv. Petra; te liturgije pritegnejo občinstvo, ki šteje od 15.000 do več kot 80.000 ljudi. Sveti Peter ima veliko zgodovinskih povezav, z zgodnjekrščansko cerkvijo, papeštvom, protestantsko reformacijo in katoliško protireformacijo ter številnimi umetniki, zlasti Michelangelom. Kot arhitekturno delo velja za največjo stavbo svoje dobe. Je ena od štirih cerkva na svetu, ki imajo status večje bazilike (latinsko basilica maior), vse štiri pa so v Rimu. V nasprotju s splošno napačno predstavo ni stolnica, ker ni sedež škofa; katedra papeža kot rimskega škofa je v baziliki sv. Janeza v Lateranu.
Bazilika je na Unescovem seznamu svetovne dediščine v sklopu spomenikov Historic Centre of Rome, the Properties of the Holy See in that City Enjoying Extraterritorial Rights and San Paolo Fuori le Mura (Zgodovinski credišče Rima, posesti Svetega sedeža v tem mestu, ki uživa zunajteritorialne pravice in San Paolo Fuori le Mura).

## Splošen opis
Bazilika sv. Petra je cerkev, zgrajena v renesančnem slogu, stoji v Vatikanu, zahodno od reke Tibere in v bližini griča Janiculum in Hadrijanovega mavzoleja. Njena osrednja kupola dominira nad obrisom Rima. K baziliki se približa s Trg svetega Petra, ki ga na dveh odsekih obdajajo visoke kolonade. Prvi prostor je ovalen, drugi pa trapezen. Pročelje bazilike s kolosalnim redom stebrov se razprostira na koncu trga in se mu približa po stopnicah, na katerih stojita dva 5,55 metra visoka kipa apostolov 1. stoletja v Rimu, svetnikov Petra in Pavla.
Bazilika ima obliko latinskega križa, podolgovata ladja zgodnje zasnove, ki je bila za centralno načrtovano strukturo, to še vedno dokazuje v arhitekturi. Osrednji prostor zunaj in znotraj obvladuje ena največjih kupol na svetu. Vhod je skozi narteks ali vhodno dvorano, ki se razteza čez celotno zgradbo. Ena od okrašenih bronastih vrat, ki vodijo iz narteksa, so Sveta vrata, odprta le med jubileji.
Notranje dimenzije so v primerjavi z drugimi cerkvami velike. Eden od avtorjev je zapisal: »Šele postopoma nas zasije - ko opazujemo, kako se ljudje približujejo temu ali onemu spomeniku, se zdi, da se nenavadno krčijo; seveda so pritlikavi zaradi obsega vsega v stavbi. To nas preplavi. "
Ladja, ki vodi do osrednje kupole, ima tri obočne pole, s slopi, ki podpirajo banjast obok, najvišji od katere koli cerkve. Glavna ladja je uokvirjena s širokima stranskima ladjama, v katerih je več kapel. Obstajajo tudi kapele, ki obdajajo kupolo. V smeri urinega kazalca so: Krstilnica, kapela Marijine predstavitve, večja korna kapela, oltar Spreobrnjenja, Klemenova kapela z oltarjem svetega Gregorja, vhod v zakristijo, Oltar laži, levi transept z oltarji k Križanju svetega Petra, svetega Jožefa in svetega Tomaža, oltar Presvetega Srca, kapela Marije stebra, oltar svetega Petra, apsida s katedro svetega Petra, oltar svetega Petra, ki dviguje Tabito, oltar svetega Petronila, oltar nadangela Mihaela, oltar Navicela, desni transept z oltarji svetega Erazma, svetnikov Processo in Martiniano ter svetega Vaclava, oltar sv. Hieronima, oltar svetega Bazilija, Gregorijanska kapela z oltarjem Matere Božje pomagaj, večja kapela sv. zakramenta, kapela svetega Sebastijana in kapela Pietà. Spomeniki, v smeri urinega kazalca, so: Marija Clementina Sobieski, Stuarti, Benedikt XV., Janez XXIII., Sveti Pij X., Inocenc VIII., Leon XI., Inocenc XI., Pij VII., Pij VIII., Aleksander VII., Aleksander VIII., Pavel III., Urban VIII., Klemen X., Klemen XIII., Benedikt XIV., sveti Peter (bronasti kip), Gregor XVI., Gregor XIV., Gregor XIII., Matilda iz Kanose, Inocenc XII., Pij XII., Pij XI., Kristina Švedska, Leon XII. . V središču bazilike pod visokim oltarjem je spovednica ali kapela spovedi glede spovedi vere svetega Petra, ki je privedla do njegovega mučeništva. Dve ukrivljeni marmornati stopnišči vodita do te podzemne kapele na ravni Konstantinove cerkve in neposredno nad domnevnim grobom svetega Petra.
Celotna notranjost bazilike svetega Petra je razkošno okrašena z marmorjem, reliefi, arhitekturno skulpturo in pozlato. V baziliki je veliko grobov papežev in drugih pomembnih ljudi, od katerih mnogi veljajo za izjemne umetnine. V nišah in kapelah so tudi številne skulpture, med njimi tudi Michelangelova Pietà. Osrednja značilnost je baldahin ali nadstrešnica nad Papeškim oltarjem, ki jo je zasnoval Gian Lorenzo Bernini. Apsida je vrhunec kiparskega ansambla, ki ga je tudi postavil Bernini, in vsebuje simbolni stol Svetega Petra.
Eden od opazovalcev je zapisal: »Bazilika svetega Petra je razlog, da je Rim še vedno središče civiliziranega sveta. Iz verskih, zgodovinskih in arhitekturnih razlogov že sam po sebi opravičuje potovanje v Rim, njena notranjost pa ponuja palimpsest umetniških slogov za njih najboljše ...«
Ameriški filozof Ralph Waldo Emerson je svetega Petra opisal kot »ornament zemlje ... vzvišeno lepoto«.

## Status
Bazilika svetega Petra je ena izmed papeških bazilik (prej je bila oblikovana kot »patriarhalne bazilike«)  in ena od štirih glavnih rimskih bazilik, druge so še (vse so tudi papeške bazilike)  Bazilika sv. Janeza v Lateranu,  Bazilika Marije Snežne in  Bazilika sv. Pavla zunaj obzidja. Uvrstitev med večje bazilike daje prednost baziliki svetega Petra pred vsemi bazilikami po vsem svetu. Vendar je, za razliko od vseh drugih papeških glavnih bazilik, v celoti na ozemlju in s tem suverena jurisdikcija vatikanske mestne države in ne Italije. To je v nasprotju z drugimi tremi papeškimi glavnimi bazilikami, ki so znotraj italijanskega ozemlja in niso ozemlje vatikanske mestne države. (Lateranska pogodba iz leta 1929, člen 15 (Ibidem Arhivirano 2018-05-23 na Wayback Machine.). Vendar je Sveti sedež v celoti v lasti teh treh bazilik, Italija pa je pravno zavezana, da bo priznala svoje popolno lastništvo nad njimi (Lateranska pogodba iz leta 1929, člen 13 (Ibidem Arhivirano 2018-05-23 na Wayback Machine.) in privoliti vsem »imuniteto, ki jo mednarodno pravo podeli sedežu diplomatskih agentov tujih držav« (Lateranska pogodba iz leta 1929, člen 15 (Ibidem Arhivirano 2018-05-23 na Wayback Machine.).
Je najvidnejša zgradba v Vatikanu. Njena kupola je prevladujoča značilnost obrisa Rima. Verjetno največja krščanska cerkev, obsega površino 2,3 hektarja. Eno najsvetejših krajev krščanstva in katoliške tradicije je tradicionalno pokopališče njenega titularja, svetega Petra, ki je bil glava dvanajstih Jezusovih apostolov in po tradiciji prvi škof v Antiohiji in pozneje prvi Rimski škof, s čimer je postal prvi papež. Čeprav Nova zaveza ne omenja mučeništva svetega Petra v Rimu, tradicija, ki temelji na spisih očetov Cerkve pravi, da je njegov grob pod baldahinom in oltarjem bazilike v "Izpovedi". Zaradi tega so bili mnogi papeži že od zgodnjih let Cerkve pokopani v bližini papeža svetega Petra v nekropoli pod baziliko. Gradnja sedanje bazilike nad staro Konstantinovo baziliko se je začela 18. aprila 1506 in končala leta 1615. 18. novembra 1626 je papež Urban VIII. slovesno posvetil baziliko.
Bazilika svetega Petra ni papežev uradni sedež niti prvi na lestvici med glavnimi rimskimi bazilikami. To čast ima papeška stolnica, nadbazilika svetega Janeza Lateranskega, ki je matična cerkev vseh cerkva v občestvu s katoliško cerkvijo. Vendar pa je sveti Peter zagotovo glavna papeška cerkev v smislu uporabe, ker se večina papeških liturgij in obredov tam odvija zaradi njene velikosti, bližine papeške rezidence in lokacije znotraj mesta Vatikan. Stol svetega Petra ali katedra, antični stol, za katerega se je včasih domnevalo, da ga je uporabljal sam sveti Peter, je bil dar Karla Plešastega in ga uporabljajo številni papeži, in simbolizira nadaljevanje apostolskega nasledstva sv. Petra. Zaseda povzdignjen položaj v apsidi bazilike, ki ga simbolično podpirajo cerkveni učitelji in simbolično razsvetljen od Svetega Duha.
Bazilika svetega Petra je bila kot ena od sestavnih struktur zgodovinsko in arhitekturno pomembnega mesta Vatikan leta 1984 po merilih (i), (ii), (iv) in (vi) zapisana na seznam Unescove svetovne dediščine. Z zunanjo površino 21.095 kvadratnih metrov, notranjo površino 15.160 kvadratnih metrov, je bazilika svetega Petra največja krščanska cerkvena zgradba na svetu dve zadnji meritvi in druga največja po letu 2016. Vrh njene kupole s 136,6 m jo od leta 2016 uvršča med drugo najvišjo stavbo v Rimu. Višina kupole jo je uvrstila med najvišje stavbe Starega sveta in še vedno nosi naslov najvišje kupole na svetu. Čeprav je največja kupola na svetu po premeru v času dokončanja, to razlikovanje ne drži več.

## Zgodovina

### Grob svetega Petra
Po Jezusovem križanju je v svetopisemski knjigi Apostolska dela zapisano, da je eden od njegovih dvanajstih učencev, Simon, znan kot sveti Peter, ribič iz Galileje, prevzel vodilno mesto med Jezusovimi privrženci in je bil zelo pomemben pri ustanovitvi krščanske cerkve. Ime Peter je Petrus v latinščini in Petros v grščini, izhaja iz petra, kar v grščini pomeni 'kamen' ali 'skala' in je dobesedni prevod aramejske Kepa, ime, ki ga je Simonu dal Jezus. (Jn 1,42 in Mt 16,18)
Katoliška tradicija pravi, da je Peter, po štiriindvajsetih letih, odpotoval v Rim in tam 13. oktobra 64. v času vladavine rimskega cesarja Nerona dočakal svoje mučeništvo skupaj s Pavlom. Njegova usmrtitev je bila ena od mnogih mučeništev kristjanov po velikem rimskem požaru. Po Origenovem mnenju je bil Peter križan z glavo navzdol, na lastno željo, ker se je sam zdel nevreden umreti na enak način kot Jezus. Križanje je potekalo v bližini staroegipčanskega obeliska v Neronovem cirkusu. Obelisk zdaj stoji na Trgu svetega Petra in je cenjen kot 'priča' o Petrovi smrti. Gre za enega izmed starih rimskih obeliskov.
Po tradiciji so Petrovi posmrtni ostanki pokopani tik pred Cirkusom, v Mons Vatikanus čez Via Cornelia od Cirkusa, manj kot 150 metrov od kraja njegove smrti. Via Cornelia je bila cesta, ki je vodila od vzhoda do zahoda vzdolž severnega zidu Cirkusa na podeželju, ki ga zdaj pokrivajo južni deli bazilike in Trg svetega Petra. Na tem mestu je bilo nekaj let pozneje postavljeno svetišče. Skoraj tristo let pozneje je bila na tem mestu zgrajena stara bazilika sv. Petra.
Območje, ki ga zdaj pokriva Vatikan, je bilo nekaj let pokopališče, preden je bil zgrajen Neronov cirkus. Bilo je grobišče za številne usmrtitve v cirkusu in je vsebovalo veliko krščanskih pokopov, saj se je mnogo let po pokopu svetega Petra veliko kristjanov odločilo za pokop v bližini Petra.
Leta 1939, v času vladavine papeža Pija XII., se je pod kripto bazilike začelo 10 let arheoloških raziskav na območju, ki je od 9. stoletja nedostopno. V izkopavanjih so bili razkriti ostanki svetišč različnih obdobij na različnih ravneh, od Klemena VIII. (1594) do Kalista II. (1123) in Gregorja I. (590–604), zgrajenih nad edikulo, ki vsebuje drobce kosti, ki so bili zloženi v tkanino z zlatimi okraski, obarvano z dragoceno murex vijolično. Čeprav ni bilo mogoče z gotovostjo ugotoviti, da so kosti Petrove, so predlagana redka oblačila pokop velikega pomena. 23. decembra 1950 je papež Pij XII. v predbožični radijski oddaji po svetu napovedal odkritje grobnice svetega Petra.

### Stara bazilika sv. Petra
Stara bazilika svetega Petra je bila cerkev iz 4. stoletja, ki jo je začel graditi cesar Konstantin Veliki med letoma 319 in 333 . Bila je značilne bazilikalne oblike, široka glavna in dve stranski ladji ter apsidalni zaključek, z dodatkom transepta ali beme, ki je stavbi dajal obliko tau križa. Dolga je bila več kot 103,6 metra, pred vhodom pa je bil velik atrij s kolonadami. Ta cerkev je bila zgrajena nad majhnim svetiščem, za katerega se verjame, da označuje grob svetega Petra, čeprav je bil grob leta 846 'uničen'. Vseboval je zelo veliko pokopov in spomenikov, vključno s tistimi večine papežev od svetega Petra do 15. stoletja. Kot vse najzgodnejše cerkve v Rimu je imela tudi ta cerkev in njen naslednik vhod na vzhodu in apsido na zahodnem koncu stavbe. Že od gradnje sedanje bazilike se je ime stara bazilika svetega Petra uporabljalo za predhodnico.

### Načrt obnove
Konec 15. stoletja, ko je bila v obdobju Avignonskega papeštva zapostavljena, je stara bazilika propadala. Kaže, da je prvi papež, ki je razmišljal o obnovi ali vsaj uvedbi radikalnih sprememb, bil papež Nikolaj V. (1447–55). Naročil je delo na stari stavbi Leonu Battistu Albertiju in Bernardu Rossellineju, poleg tega pa je Rossellino zasnoval načrt za povsem novo baziliko ali skrajno spremembo stare. Papeževo vladanje je bilo ogroženo zaradi političnih težav in ko je umrl, je bilo le malo doseženega. Vendar je odredil rušenje Koloseja in do smrti je bilo v novo stavbo prepeljanih 2522 kamnitih kamnov. Temelji so bili dokončani za nov transept in kor, ki je tvoril kupolast latinski križ z ohranjeno glavno in stranskima ladjama stare bazilike. Zgradili so tudi nekaj zidov za kor.
Papež Julij II. je načrtoval veliko več kot program popravljanja ali preoblikovanja Nikolaja V. Julij je takrat načrtoval svojo grobnico, ki naj bi jo oblikoval in okrasil kipar Michelangelo in jo postavil znotraj svetega Petra. Leta 1505 se je Julij odločil, da bo staro baziliko porušil in jo nadomestil z monumentalno stavbo, da bi lahko umestil svoj ogromen grob. Potekal je natečaj, v galeriji Uffizi pa so ohranjeni številni dizajni. Sledilo je nasledstvo papežev in arhitektov v naslednjih 120 letih, njihova skupna prizadevanja pa so rezultat sedanje stavbe. Shema, ki jo je začel Julij II., se je nadaljevala skozi vladavine Leona X. (1513–1521), Hadrijana VI. (1522–1523). Klemena VII. (1523–1534), Pavla III. (1534–1549), Julija III. (1550–1555), Marcela II. (1555), Pavla IV. (1555–1559), Pija IV. (1559–1565), Pija V. (svetnik) ) (1565–1572), Gregorja XIII. (1572–1585), Siksta V. (1585–1590), Urbana VII. (1590), Gregorja XIV. (1590–1591), Inoceca IX. (1591), Klemena VIII. (1592–1605), Leona XI. (1605), Pavla V. (1605–1621), Gregorja XV. (1621–1623), Urbana VIII. (1623–1644) in Inocenca X. (1644–1655).

### Financiranje z odpustki
Eden od načinov financiranja stavbe bazilike svetega Petra je bilo dodeljevanje odpustkov v zameno za prispevke. Glavni pobudnik tega načina zbiranja sredstev je bil Albrecht, nadškof v Mainzu in Magdeburgu, ki je moral s prispevanjem k programu obnove počistiti dolgove do Rimske kurije. Da bi to olajšal, je imenoval nemškega dominikanskega pridigarja Johanna Tetzela, katerega prodaja je izzvala škandal. 
Nemški avguštinski duhovnik Martin Luther je pisal nadškofu Albrechtu, ki se je zavzemal za to 'prodajo odpustkov'. Vključil je tudi svoje »Disputacija Martina Lutherja o moči in učinkovitosti odpuščanja«, ki je postala znana kot 95 tez. To je postalo dejavnik začetka reformacije, rojstva protestantizma.

## Arhitektura

### Postopen razvoj
Shema papeža Julija za največjo stavbo v krščanskem prostoru je bila predmet natečaja, za katerega številni prispevki so nedotaknjeni v galeriji Uffizi v Firencah. Izbrana je bila zasnova Donata Bramanteja, za katero je bil položen temeljni kamen leta 1506. Ta tloris je bil v obliki ogromnega grškega križa s kupolo, ki jo je navdihnilo ogromno okroglo rimsko svetišče, Panteon. Glavna razlika med Bramantejevo zasnovo in Panteonom je v tem, da je kupola Panteona podprta z neprekinjeno steno in da bi morala nova bazilika biti podprta le na štirih velikih slopih. Ta lastnost je bila ohranjena v vrhunskem dizajnu. Bramantejevo kupolo je bilo treba premagati z laterno z lastno majhno kupolo, sicer po obliki zelo podobno zgodnjerenesančni laterni Firenške stolnice, ki jo je za Brunelleschijevo kupolo oblikoval Michelozzo.
Bramante je predvideval, da bodo osrednjo kupolo obdajale štiri nižje kupole na diagonalnih oseh. Enaki kraki kora, ladje in transeptov so morali imeti dve obočni poli, ki se končata v apsidi. Na vsakem vogalu stavbe je stal stolp, tako da je bil splošni tloris kvadraten, na kardinalnih točkah so štrlele apside. Vsaka apsida je imela dva velika radialna opornika, ki sta se zaključila v polkrožni obliki.
Ko je leta 1513 umrl papež Julij, sta Bramanteja zamenjala Giuliano da Sangallo in Fra Giocondo, ki sta leta 1515 umrla (Bramante je umrl že leto prej). Rafaela so potrdili za arhitekta svetega Petra 1. avgusta 1514. Glavna sprememba v njegovem tlorisu je ladja s petimi obočnimi polami, na katerih je na obeh straneh vrsta zapletenih apsidalnih kapel. Rafaelov tloris za klopi in transepte je kvadratnost zunanjih sten dokončno opredelil z zmanjšanjem velikosti stolpov, polkrožne apside pa so bile bolj jasno opredeljene tako, da so vsakega obkrožil ambulatorij.
Leta 1520 je umrl tudi Rafael, star 37 let, njegov naslednik Baldassare Peruzzi pa je ohranil spremembe, ki jih je Rafael predlagal k notranji ureditvi treh glavnih apsid, vendar se je drugače vrnil na načrt grškega križa in druge značilnosti Bramanteja. Ta načrt ni šel naprej zaradi različnih težav tako Cerkve kot države. Leta 1527 je Rim opustošil in oropal cesar Karel V.. Peruzzi je leta 1536 umrl, ne da bi se njegov načrt uresničil.
Na tej točki je Antonio da Sangallo mlajši predložil načrt, ki v svoji zasnovi združuje značilnosti Peruzzija, Rafaela in Bramanteja in stavbo razširi v kratko ladjo s široko fasado in portiki dinamične projekcije. Njegov predlog za kupolo je bil precej bolj izpopolnjen za stavbo in dekoracijo kot pri Bramanteju in vsebovala rebra na zunanjosti. Podobno kot Bramante je tudi Sangallo predlagal, da bi kupolo nadgradila lanterna, ki jo je preoblikoval v večjo in veliko bolj dodelano obliko. Glavni praktični prispevek Sangalla je bil okrepiti Bramantejeve slope, ki so začeli pokati.
1. januarja 1547 v obdobju papeža Pavla III. je Michelangelo, takrat pri svojih sedemdesetih, nasledil Sangalla mlajšega kot Capomaestro, nadzornik gradbenega programa pri Svetem Petru. Ta naj bi veljal za glavnega projektanta velikega dela stavbe, kakršna je danes in da bi konstrukcijo pripeljal do točke, kjer bi se lahko nosila. Službe se z veseljem ni lotil; na to ga je prisilil papež Pavel, razočaran nad smrtjo svojega izbranega kandidata Giulia Romana in zavrnitvijo Jacopa Sansovinoja, da zapusti Benetke. Michelangelo je napisal »To se zavezujem samo zaradi ljubezni do Boga in v čast apostola«. Vztrajal je, da bi mu morali dati proste roke za dosego končnega cilja s kakršnimi koli sredstvi, za katere meni, da so primerni. 

### Michelangelov prispevek
Michelangelo je prevzel gradbišče, na katerem so se za preostalo ladjo stare bazilike dvigali štirje ogromni slopi. Prav tako je podedoval številne sheme, ki so jih zasnovali in preoblikovali nekateri največji arhitekturni in inženirski umi 16. stoletja. V teh shemah so bili določeni skupni elementi. Vse so pozivale h kupoli, ki bi bila enaka tisti, ki jo je Brunelleschi oblikoval stoletje prej in ki od takrat prevladuje obrisu renesančnih Firenc, vse pa so pozivali k močno simetričnemu tlorisu bodisi grškega križa, kot je ikonična bazilika svetega Marka v Benetkah ali latinskega križa z odseki enake oblike kot v stolnici v Firencah.
Čeprav je delo v 40 letih le malo napredovalo, Michelangelo zamisli prejšnjih arhitektov ni preprosto zavrgel. Na njih se je lotil razvoja velike vizije. Predvsem pa je Michelangelo prepoznal bistveno kakovost prvotnega Bramantejevega dizajna. Obrnil se je k grškemu križu in, kot to izraža Helen Gardner: »Brez uničevanja centralizirajočih značilnosti Bramantejevega tlorisa je Michelangelo z nekaj udarci peresa svojo kompleksnost snežinke spremenil v masivno, povezano enotnost.« 
Taka kot je danes, je ladjo svetega Petra razširil Carlo Maderno. Michelangelovo delo je njegov korni konec (cerkveni 'vzhodni konec') z njegovo ogromno centralno postavljeno kupolo. Je najbolj cenjeno delo, ker ji je v državi Vatikan in ker projekcija ladje zastira kupolo s pogleda, ko se stavbi približuje s trga pred njo. Jasno je, da je arhitekt močno zmanjšal jasno definirane geometrijske oblike Bramantejevega tlorisa kvadrata s kvadratnimi projekcijami in Rafaelovega tlorisa kvadrata s polkrožnimi projekcijami. Michelangelo je definicijo geometrije zabrisal tako, da je naredil zunanje zidane masivne razsežnosti in vsak kotiček zapolnil z majhno zakristijo ali stopniščem. Učinek je ustvarjen kot neprekinjena stenska površina, ki se zloži ali zlomi pod različnimi koti, manjkajo pa ji pravi koti, ki po navadi določajo spremembo smeri na vogalih stavbe. Zunanjost je obdana z velikanskim redom korintskih pilastrov, ki so postavljeni pod nekoliko drugačnimi koti, v skladu s stalno spreminjajočimi se koti površine stene. Nad njimi se v neprekinjenem pasu valijo ogromni vogali, kar daje videz, da celotna zgradba ostaja v stanju kompresije.

### Kupola: Zaporedni in končni model
Kupola svetega Petra se dviga na skupno višino 136,57 metra od tal bazilike do vrha zunanjega križa. To je najvišja kupola na svetu. Njen notranji premer je 41,47 metra, kar je nekoliko manjše od dveh drugih velikih kupol, Panteona starodavnega Rima, 43,3 metra  in Firenške stolnice iz zgodnje renesanse, 44 metrov. Večji premer ima približno 9,1 m od carigrajske Hagije Sofije, dokončane leta 537. Rešitve, kako naj se je lotijo, so si ogledali v kupoli Panteona in Firenc. 

#### Bramante in Sangallo, 1506 in 1513
Bramantejev načrt za kupolo svetega Petra (1506) zelo natančno sledi načrtu Panteona in podobno kot Panteon je bila zasnovana tako, da je izdelana iz betona, za katerega je na novo zapisal formulo. Z izjemo lanterne, je profil zelo podoben, le da v tem primeru podporna stena postane boben, dvignjen visoko nad tlemi na štirih masivnih slopih. Trdna stena, kakršna je bila uporabljena pri Panteonu, je pri Svetem Petru Bramante osvetlil s prebijanjem oken in obdal s peristilom.
Sangallov načrt  (1513), katerega velik lesen model še vedno obstaja, se zgleduje na obe predhodnici. Spoznal je vrednost obojega. Okrepil in razširil je Bramantejev peristil z vrsto obokanih in urejenih odprtin okrog podstavka, z drugo takšno arkado, postavljeno nazaj v stopnjo nad prvo. Precej občutljiva oblika lanterne, ki temelji na tisti v Firencah, je postala masivna zgradba, obdana s štrlečo podlago, peristilom in nadgrajena s spiralo stožčaste oblike. Po mnenju Jamesa Lees-Milne je bila oblika »preveč eklektična, prepirljiva in preveč brez okusa, da bi bila uspešna«.

#### Michelangelo in Giacomo della Porta, 1547 in 1585
Michelangelo je leta 1547 preoblikoval kupolo, upoštevajoč vse, kar je bilo prej. Njegova kupola, tako kot v Firencah, je zgrajena iz dveh opečnih lupin, zunanja ima 16 kamnitih reber, kar je dvakrat več kot v Firencah, vendar precej manj kot v Sangallovem načrtu. Tako kot pri modelih Bramanteja in Sangalla je kupola dvignjena iz slopov na bobnu. Obkrožen Bramantejev peristil in Sangallova arkada sta zmanjšana na 16 parov korintskih stebrov, vsak 15 metrov visok, ki stoji ponosno na stavbi, povezani z lokom. Vizualno se zdi, da podpirajo vsako od reber, vendar so strukturno verjetno odveč. Razlog za to je, da je kupola jajčaste oblike, ki se  strmo dviga, zato ima manjši potisk navzven kot polsferna kupola, kot je Panteon, ki sicer ni podprt, upre se navzdol v težke zidove, ki segajo nad krožno steno. 
Ovojni profil kupole je bil v zadnjem stoletju predmet številnih ugibanj in učenja. Michelangelo je umrl leta 1564, pri čemer je boben kupole dokončan, Bramantejevi slopi pa so bili veliko večji od prvotno zasnovanih, vsakih 18 m v prerezu. Po njegovi smrti se je delo nadaljevalo pod njegovim pomočnikom Jacopom Barozzijem da Vignolo in Giorgiom Vasarijem, ki ga je papež Pij V. imenoval za nadzor, da bi se prepričal ali so bili Michelangelovi načrti natančno izvedeni. Kljub temu, da je Vignola vedel za Michelangelove namere, se je v tem obdobju malo zgodilo. Leta 1585 je energični papež Sikst imenoval Giacomo della Porta, ki naj bi mu pomagal Domenico Fontana. V petletnem vladanju Siksta je morala stavba napredovati z veliko hitrostjo.
Michelangelo je pustil nekaj risb, vključno z zgodnjo risbo kupole in nekaj podrobnosti. Leta 1569 so bile objavljene tudi podrobne gravure, ki jih je objavil Stefan du Pérac, ki je trdil, da so končna rešitev mojstra. Michelangelo je, podobno kot Sangallo pred njim, pustil tudi velik lesen model. Giacomo della Porta je pozneje ta model spremenil na več načinov. Večja sprememba je obnovila prejšnjo zasnovo, v kateri se zdi, da se zunanja kupola dviga zgoraj, namesto da bi se naslanjala neposredno na podlago. Večina drugih sprememb je bila kozmetične narave.
Michelangelova risba kaže, da so bili njegovi zgodnji nameni usmerjeni v ovoidno kupolo in ne v polkrog. V gravurah v traktatu Galassa Alghisija (1563) je kupola lahko predstavljena kot ovoidna, perspektiva pa je dvoumna. Graviranje Stefana Du Péraca (1569) prikazuje polkrožno kupolo, vendar je bila to morda napaka graverja. Profil lesenega modela je bolj jajčen kot pri gravurah, vendar manj kot končni izdelek. Domneva se, da se je Michelangelo na svoji smrtni obrnil v bolj poudarjeno obliko. Vendar Lees-Milne navaja Giacomo della Porta, da je prevzel popolno odgovornost za spremembo in kot nakazal papežu Sikstu, da Michelangelu primanjkuje znanstvenega razumevanja, česar je sam sposoben.

#### Dokončanje
Giacomo della Porta in Domenico Fontana sta kupolo dokončala leta 1590, zadnje leto vladanja Siksta V. Njegov naslednik, Gregor XIV., je videl, da Fontana dopolnjuje lanterno in je imel napis na čast Siksta V., nameščen okoli njegove notranje odprtine. Naslednji papež Klemen VIII. je postavil križ na svoje mesto, dogodek, ki je trajal ves dan, spremljalo pa ga je tudi zvonjenje zvonov vseh mestnih cerkva. V krakih križa sta postavljeni dve svinčeni skrinji, ena vsebuje drobec Pravega križa in relikvijo sv. Andreja, druga pa medaljone svetega jagnjeta.
Sredi 18. stoletja so se v kupoli pojavile razpoke, zato so bile med obema školjkama nameščene štiri železne verige, tako da so bili obroči, ki preprečujejo, da bi sod razpadel. V različnih obdobjih je bilo nameščenih kar deset verig, kar je verjetno načrtoval sam Michelangelo kot previdnost, kot je to storil Brunelleschi v Firenški stolnici.

#### Odkritje Michelangelove skice
7. decembra 2007 je bil v vatikanskem arhivu odkrit fragment rdeče kredne risbe odseka kupole bazilike, skoraj zagotovo z roko Michelangela. Risba prikazuje majhen natančno sestavljen odsek načrta entablature nad dvema radialnima stebroma kupolskega bobna. Znano je, da je Michelangelo pred smrtjo uničil na tisoče svojih risb. Redko preživetje tega primera je verjetno posledica njegovega razdrobljenega stanja in dejstva, da so bili nad vrhom risbe narejeni podrobni matematični izračuni. 

## Arhitektura

### Sprememba načrta
18. februarja 1606 se je pod papežem Pavlom V začel demontaža preostalih delov Konstantinovske bazilike. Marmornati križ, ki sta ga papež Silvester in Konstantin Veliki, postavila na vrh stopnišča, je bil spuščen na tla. Za streho palače Borghese so bili sanirani les in dva redka stebra iz črnega marmorja, največja te vrste, sta bila skrbno shranjena in pozneje uporabljena v narteksu. Odprte so bile grobnice različnih papežev, odstranjeni zakladi in načrtovani ponovni posegi v novo baziliko.
Papež je Carla Maderno imenoval leta 1602. Bil je nečak Domenica Fontane in se je izkazal za dinamičnega arhitekta. Madernova zamisel je bila dograditi Michelangelovo stavbo s kapelami, vendar je papež okleval nad odstopanjem od mojstrskega načrta, čeprav je bil že štirideset let mrtev. Fabbrica ali gradbeni odbor, skupina, sestavljena iz različnih narodnosti in kurijo na splošno prezira, ki je baziliko videla kot pripadnost Rimu in ne krščanstvu, so bili v nevarnosti, kako naj bi gradnja potekala. Ena od zadev, ki je vplivala na njihovo razmišljanje, je bila protireformacija, ki je načrt grškega križa vse bolj povezovala s poganstvom, latinski križ pa je videla kot resnično simboliko krščanstva. Centralni tloris prav tako ni imel »prevladujoče usmeritve proti vzhodu«.
Drugi vpliv na razmišljanje tako Fabbrice kot Kurije je bila določena krivda pri rušenju antične stavbe. Tla, na katerih so tako dolgo stale kapele in zakristije, so se osvetlila. Edina rešitev je bila izgradnja ladje, ki bi obsegala celoten prostor. Leta 1607 je bil sklican odbor desetih arhitektov in sprejet sklep o razširitvi Michelangelove stavbe v ladjo. Madernovi načrti tako za ladjo kot za fasado so bili sprejeti. Gradnja se je začela 7. maja 1607 in nadaljevala z veliko hitrostjo, v njej pa je bila zaposlena vojska 700 delavcev. Naslednje leto se je začela fasada, decembra 1614 so dodali zadnje štukature v oboke in v začetku leta 1615 je bila porušena predelna stena med obema odsekoma. Vse ruševine so odnesli in ladja je bila pripravljena za uporabo na Cvetno nedeljo.

#### Madernova fasada
Pročelje, ki ga je zasnoval Maderno, je široko 114,69 metra in visoko 45,55 metra ter zgrajeno iz travertina, z velikanskimi korintskimi stebri in osrednjim pedimentom, ki se dviga pred visoko atiko, ki ga krasi trinajst kipov: Kristus in enajst apostolov (razen svetega Petra, katerega kip je levo od stopnic) in Janeza Krstnika.
Pročelje je pogosto omenjeno kot najmanj zadovoljiv del zasnove bazilike. Razlogi za to so, kot pravi James Lees-Milne, v tem, da papež in odbor nista dovolj preučila zaradi želje po hitri gradnji stavbe, skupaj z dejstvom, da se je Maderno obotavljal odstopati od postavljenega Michelangelovega vzorca na drugem koncu stavbe. Lees-Milne težave fasade opisuje kot preširoka za svojo višino, preveč utesnjena v svojih podrobnostih in pretežka v atiki. Širino povzroča sprememba načrta, da so stolpi na obeh straneh. Ti stolpi niso bili nikoli izvedeni nad črto fasade, ker je bilo odkrito, da tla niso dovolj stabilna, da bi nosila težo. En učinek fasade in podolgovate ladje je zasloniti pogled na kupolo, tako da stavba od spredaj nima navpičnih značilnosti, razen od daleč.

#### Narteks in portali
Za pročeljem svetega Petra se razteza dolg portik ali 'narteks', kakršen je bil občasno najden v italijanskih cerkvah. Dolg je 71 m, širok 13 m in visok 20 m. To je del Madernove zasnove, s katerim je bil najbolj zadovoljen. Njen dolg banjast obok je okrašen z štukaturami in pozlato, uspešno pa jih osvetljujejo majhna okna med pendantivi, okrašena marmornata tla pa so svetijo s trga. Na vsakem koncu narteksa je gledališki prostor, uokvirjen z jonskimi stebri, ki so okrašeni z glavicami kerubinov, znotraj vsakega pa je postavljen kip, konjeniška figura Karla Velikega (18. stoletje), delo  Cornacchinija na južnem koncu in Konstantinova vizija (1670) Berninija na severnem konec. V vdolbinah arkad so 4 m visoki kipi: Modrost, Pravičnost, Zmernost in Hrabrost na eni in na drugi strani Vera, Upanje, Ljubezen.
Pet portalov, od katerih so trije uokvirjeni z ogromnimi rešenimi antičnimi stebri, vodi v baziliko. Osrednji portal ima bronasta vrata, ki jih je ustvaril Antonio Averulino c. 1440 za staro baziliko in nekoliko povečana, da ustrezajo novemu prostoru.

#### Madernova ladja
Maderno je k eni obočni poli Michelangelovega grškega križa dodal še tri pole. Mere je naredil nekoliko drugačne od Michelangelovih in tako določil, kje se oba arhitekturna dela srečata. Maderno je tudi os ladje nekoliko nagnil. To ni bilo slučajno, kot mislijo njegovi kritiki. Na trgu zunaj je bil postavljen staroegipčanski obelisk, ki pa ni bil povsem poravnan z Michelangelovo stavbo, tako je Maderno kompenziral, da ga je moral vsaj uskladiti s pročeljem bazilike.
V ladji je ogromno parov pilastrov v skladu z Michelangelovim načrtom. Velikost notranjosti je tako osupljiva, da je znotraj stavbe težko dobiti občutek obsega. Štirje kerubini, ki plapolajo ob prvih slopih ladje, in med seboj nosijo dva bazena svete vode, so videti povsem normalne kerubinske velikosti, dokler se niste približali. Potem postane očitno, da je vsak visok več kot 2 metra in da resnični otroci ne morejo do bazenov, razen če ne pospravijo marmorne draperije. Vsaka stranska ladja ima dve manjši kapeli in večjo pravokotno kapelo, kapelo zakramenta in korno kapelo. Te so razkošno okrašene z marmorjem, štukaturami, pozlato, kipi in mozaikom. Presenetljivo je, da so bile vse velike oltarne slike, razen Svete Trojice Pietra da Cortone v kapeli Blagoslovljenega zakramenta, reproducirane v mozaiku. Kot oltarne slike se še vedno uporabljata dve dragoceni sliki iz stare bazilike, Gospa vedno pomaga in Gospa stebra..
Zadnje delo Maderna pri Svetem Petru je bilo oblikovanje kripti podobnega prostora ali "Confessio" pod kupolo, kamor bi se lahko kardinali in druge privilegirane osebe spustili, da bi se približali apostolovemu grobu. Njegove marmornate stopnice so ostanki stare bazilike, okoli balustrade pa je 95 bronastih svetilk.

## Berninijeva oprema

### Papež Urban VIII. in Bernini
Gian Lorenzo Bernini (1598–1680) je kot mlad fant obiskal baziliko svetega Petra s slikarjem Annibale Carraccijem in izrazil željo, da bi zgradil mogočen prestol za apostola. Želja se mu je uresničila. Kot mladinec je leta 1626 prejel pokroviteljstvo papeža Urbana VIII. in 50 let delal na okrasitvi bazilike. Leta 1629 je bil imenovan za Madernovega naslednika, zato naj bi postal največji arhitekt in kipar obdobja baroka. Berninijeva dela pri sv. Petru so baldahin, kapela zakramenta, načrt niš in lož v slopih kupole in stol svetega Petra. 

#### Baldahin in niše
Berninijevo prvo delo v baziliki je bilo oblikovanje baldahina, paviljonske strukture, visoke 28,74 metra  in trdili so, da je največji kos brona na svetu, ki stoji pod kupolo in nad oltarjem. Njegova zasnova temelji na ciboriju, ki jih je veliko v rimskih cerkvah in služi za ustvarjanje neke vrste svetega prostora nad in okoli mize, na kateri je zakrament položen za evharistijo in poudarja pomen tega obreda. Ti ciboriji so na splošno iz belega marmorja, z intarziranim barvnim kamnom. Berninijev koncept je bil nekaj zelo drugačnega. Navdih je deloma prevzel iz baldahina ali nadstreška, ki so ga v procesijah nosili nad glavo papeža in deloma iz osmih starodavnih stebrov, ki so bili del zaslona v stari baziliki. Njihova zasukana oblika Salomonovih stebrov je imela poseben pomen, saj so jo oblikovali po vzoru jeruzalemskega templja in ga je daroval cesar Konstantin. Na podlagi teh stebrov je Bernini ustvaril štiri ogromne stebre iz brona, zvite in okrašene z lovorovimi listi in čebelami, ki so bili simbol papeža Urbana.
Baldahin presega arhitekturni pediment, kot večina baldahinov, ampak z ukrivljenimi baročnimi nosilci, ki podpirajo draperijo krošnje, kot brokatni nadstreški, ki so v procesijah nad dragocenimi ikonskimi podobami. V tem primeru je draperirana nadstrešnica iz brona, vsi detajli, vključno z oljčnimi listi, čebelami in portretnimi glavicami Urbanove nečakinje ob rojstvu otroka in njenega novorojenega sina, so izbrani v zlatem listu. Baldahin stoji kot velik prostostoječ kiparski objekt, osrednji in obkrožen z največjim prostorom znotraj stavbe. Tako velik je, da ustvarja vizualni učinek povezave med ogromno kupolo, ki se zdi, da lebdi nad njo in skupnostjo na ravni tal bazilike. Vanj se vizualno prodira iz vsake smeri in je v apsidi za njo in s štirimi slopi, ki so na vsaki diagonali, vizualno povezana s Cathedra Petri.
Kot del sheme za osrednji prostor cerkve je imel Bernini ogromne slope, ki jih je začel Bramante, dokončal pa jih Michelangelo, vdolbine v niše in v njih so bila izdelana stopnišča, ki so vodila do štirih balkonov. Velik je bil strah tistih, ki so mislili, da bi kupola lahko padla, pa ni. Na balkonih je Bernini ustvaril niše, uokvirjene z osmimi starodavnimi zvitimi stebri, da bi prikazal štiri najdragocenejše relikvije bazilike: sveto kopje, za katerega pravijo, da je s čudežno podobo prebodlo Kristusa, Veronikin prt z obrazom Kristusa, delček Pravega križa, ki ga je v Jeruzalemu odkrila Konstantinova mati Helena in relikvija svetega Andreja, brata svetega Petra. V vsaki od niš, ki obdajajo osrednji prostor bazilike, je bil postavljen ogromen kip svetnika, povezan z relikvijo zgoraj. Samo sveto kopje je Berninijevo delo.

#### Berninijevi stolpi
Urban je bil dolgo kritik Berninijevega predhodnika Carla Maderne. Njegovo neodobravanje arhitekturnega dela je v veliki meri izhajalo iz Madernove zasnove za vzdolžno ladjo, ki je bila obsojana zaradi zastiranja Michelangelove kupole. Ko je papež naročil Berniniju, je zato zahteval, da se v obravnavo predloži nov dizajn zvonikov fasade. Baldinucci opisuje Berninijev stolp, ki ga sestavljata »dva reda stebrov in pilastrov, pri čemer je prvi red korintski« in »tretje ali atika, sestavljen iz pilastrov in dveh stebrov na obeh straneh odprtega loka v sredini«.
Urban je želel, da se stolpi končajo do točno določenega datuma: 29. junija 1641, praznični dan, posvečen svetnikoma Petru in Pavlu. V ta namen je bilo izdano naročilo, v katerem je bilo določeno, da »bi bilo treba pri vsakem delu zasedati drugo mesto v primerjavi z zvonikom«. Južni stolp je bil kljub tem vprašanjem dokončan pravočasno, vendar zapisi kažejo, da papež ob razkritju ni bil zadovoljen s tem, kar je videl in naročil, da se zgornji nivo Berninijevega stolpa odstrani, da bi lahko zgradbo naredili celo večja. Stolp je še naprej naraščal in ko se je gradnja začela umirjati, so se začele pojavljati prve razpoke, ki so sledile zloglasnemu Urbanovemu izreku njegovega arhitekta.
Leta 1642 so se vsa dela na obeh stolpih ustavila. Bernini je moral plačati stroške rušenja; sčasoma je bila ideja o dokončanju zvonikov opuščena.

#### Katedra Petri in kapela Blagoslovljenega zakramenta
V baziliki je shranjena tudi relikvija sedeža apostola Petra. Ta sedež, imenovan tudi Cathedra Petri, je svečan škofovski stol (katedra), od koder je papež izvajal svojo službo. Do danes so ohranjeni le drobci originalnega stola, vzidani v oltar, še vedno pa se za izvajanje papeške oblasti uporablja izraz ex cathedra - s (Petrovega) stola. Kod dogma je bil ta članek katoliške vere razglašen na Prvem vatikanskem vesoljnem cerkvenem zboru.
Stol svetega Petra je bronasta relikvija v obliki stola, ki nosi prestol apostola Petra. Stol je veliko večji od običajnega. Ta stol je bogato okrašen z reliefi in zlatimi listi. 
Gloria, ki obdaja okroglo okno, je skulptura sestavljena iz oblakov in sončnih žarkov, ki jih obdajajo angeli; vse je pokrito z bogato pozlačenimi listi. Do Drugega vatikanskega vesoljnega cerkvenega zbora je papež opravljal beatifikacijo in kanonizacijo v cerkvi svetega Petra; ob razglasitvi so spustili zaveso s svetnikove slike, ki je visela v Berninijevi gloriji.
Berninijevo zadnje delo za baziliko, ki so ga začeli leta 1676, je bilo okrasitev kapele Zakramenta. Zasnoval je miniaturno različico iz pozlačenega brona iz Bramantejevega Tempietta, male kapelice, ki označuje kraj smrti svetega Petra. Na obeh straneh je angel, eden se zavzeto zazira, drugi pa gleda v gledalca. Bernini je umrl leta 1680 v svojem 82. letu.

## Tehnični podatki
- Stroški gradnje bazilike: več kot 46.800.052 dukatov
- Geografska orientacija: kor na zahod, ladja na vzhod
- Skupna dolžina: 220 m
- Skupna širina: 150 m
- Notranja dolžina, vključno z predprostorom: 211,5 m
- Dolžina transeptov v notranjosti: 137 m
- Širina ladje: 27,5 m
- Širina na tribuni: 24,0 m
- Notranja širina pri prehodih: 137 m
- Notranja višina ladje: 46,2 m višine
- Skupna površina: 21.095 m², več kot 20.000 m².
- Notranja površina: 15.160,12 m²
- Višina pločnikov do vrha križa: 136,6 m
- Fasada: 51 m visoka, 114 m široka
- Vestibul: širina 71,0 m, globina 13,5 m in višina 28,0 m
- Notranji stebri in pilastri: visok 28 m
- Obseg osrednjih slopov: 73 m
- Zunanji premer kupole: 42,0 m
- Boben kupole: 190 m v obodu in 20,0 m višine, dvigne se na 73 m od tal
- Lanterna: visoka 19 m
- Krogla in križ: 2,4 in 4,9 m
- Trg svetega Petra: dolg 340 m, širok 240,0 m
- Vsak krak kolonade: dolg 93 m in visok 20 m
- Kolonade imajo 284 stebrov, 88 pilastrov in 140 kipov
- Obelisk: 25,5 m. Skupna višina s podlago in križem, 40 m.
- Teža obeliska: 326.800 kg